# Entoloma
Entoloma es un género de hongos terrestres productores de setas. Se han identificado dentro de este taxón alrededor de 1000 especies distintas. Su aspecto suele ser poco llamativo, y generalmente presentan laminillas de color rosado, unidas al pie, y un sombrerillo grueso y suave con colores grisáceos, parduzcos o verdosos muy poco vistosos. Producen esporas de forma angulosa. La mayor parte de las especies de Entoloma son saprofitas, y raramente son micorrícicas. Los miembros más conocidos de este grupo son la venenosa E. sinuatum, responsable de numerosas intoxicaciones en Europa y Norteamérica, y E. rhodopolium, en Japón. Las especies encontradas en el hemisferio sur, como E. rodwayi y E. viridomarginatum, en  Australia, y E. hochstetteri, en  Nueva Zelanda, son de un colorido poco usual en el género, presentando sombrerillos más vistosos, verdosos o azulados.

## Taxonomía

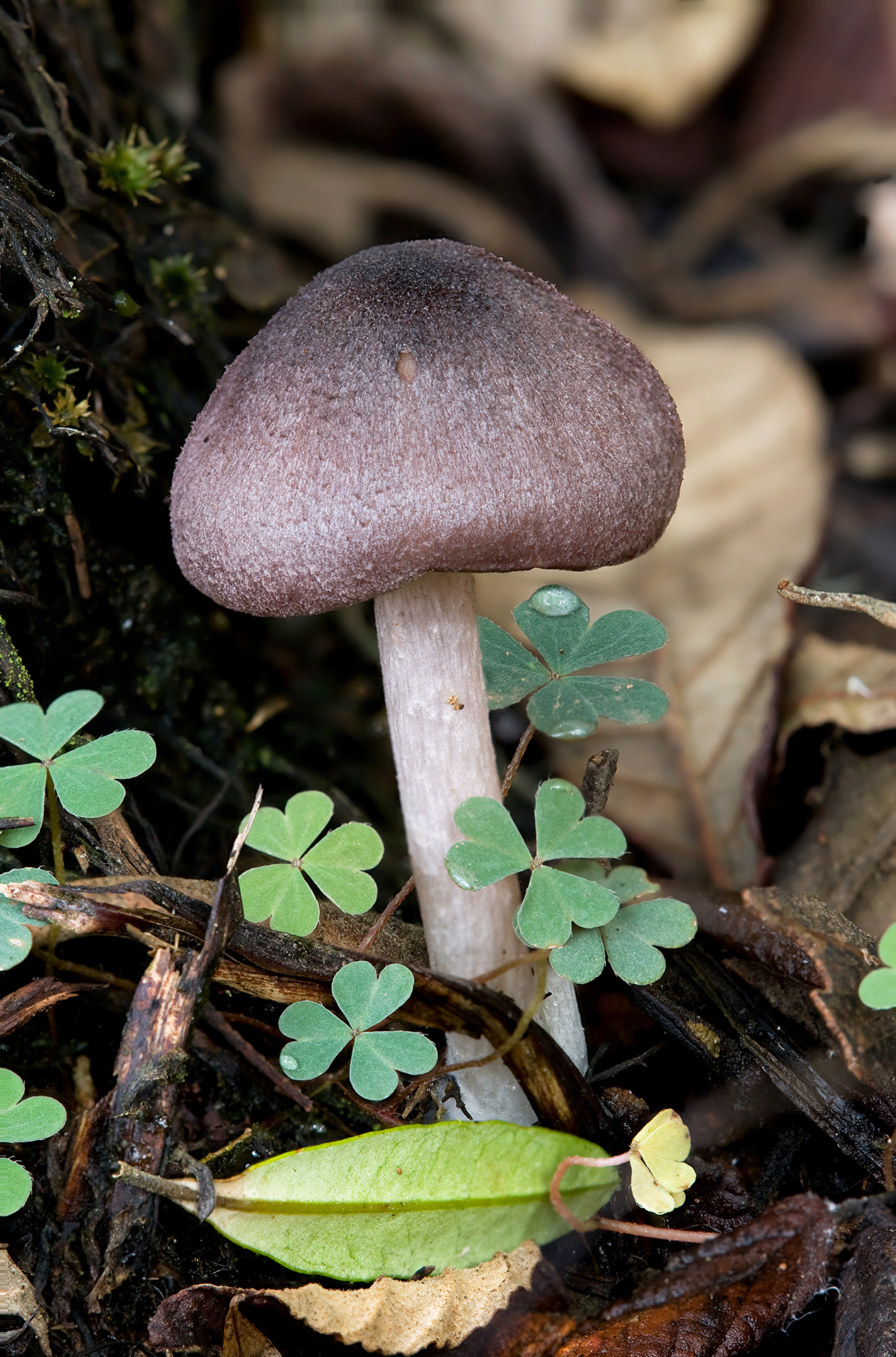
Entoloma austroprunicolor, en Tasmania

El nombre del taxón deriva del griego entos (ἐντός), que significa "interno", y lóma (λῶμα), que significa "franja, borde" y es debido al característico borde del sobrerillo que presentan las setas de este género. En 1821, el micólogo sueco Elias Magnus Fries clasificó todos los hongos productores de esporas rosadas en la serie Hyporhodius dentro del amplísimo género Agaricus, y la subdividió en cinco tribus basándose en la forma del sombrerillo, las láminas y el tamaño de la seta. En 1838, refinó esta clasificación colocando aquellas especies que presentaban velo universal en la tribu Volvaria, aquellas con láminas libres y un pie discreto en la tribu Pluteus, aquellas con forma parecida a las especies del género Tricholoma en la tribu Entoloma, y aquellos con sombrerillo deprimido y láminas decurrentes en la tribu Clitopillus. La pequeña tribu Leptonia presentaba sombrerillos membranosos, carnosos y convexos. Las tribus Nolanea —donde colocó hongos que producían setas de delgadas con sombrerillo acampanado y pie hueco— y la tribu Eccilia presentaban sombreros umbilicados y láminas adnatas.
Paul Kummer elevó Entoloma, Nolanea, Leptonia y Eccilia al nivel de género en 1871, mientras que Lucien Quélet creó el nuevo género Rhodophyllus, agrupando todos aquellos hongos que presentaban láminas rosadas o rojizas, adnatas u onduladas, y esporas angulosas, acogiendo las mismas especies que Fries agrupó en Hyporhodius. Ambas clasificaciones coexistieron hasta no hace mucho, favoreciendo unos taxonomistas el concepto amplio de género defendido por Quéllet, y otros el de Kummer. El micólogo Henri Romagnesi asumió el estudio de este género durante más de cuarenta años, en los que describió nuevas especies y creó una nueva clasificación infragenérica, convirtiendo este grupo en uno de los géneros más estudiados y mejor conocidos de agáricos hasta la fecha. Con el tiempo, la mayor parte de los autores y textos de la materia han seguido a Kummer.
El género, en su situación actual, parece ser de origen polifilético, en virtud de los datos arrojados por los estudios moleculares realizados por Jean-Marc Moncalvo en 2002 con especies de Nolanea, Leptonia e Inocephalus, incluyendo algunas especies de setas con láminas rosadas en un gran grupo monofilético, que estaría formado por la mayor parte de las especies incluidas en Entoloma.

## Ecología
La mayor parte de las especies de este género son saprófitas y se extienden por una gran variedad de hábitats, desde pastizales y bosques hasta turberas o pantanos, así como en el Ártico o en zonas de alta montaña. Se piensa que algunas especies, como E. saepium, E. clypaetum, E. aprile o E. saundersii, forman relaciones micorrícicas con distintos géneros  de la familia Rosaceae, como Malus, Pyrus, Crataegus o Prunus.

## Distribución
Entoloma se distribuye por todo el mundo, desde el Ecuador hasta las regiones polares. Algunas especies del Ártico tienen una distribución circumpolar. Otras están ampliamente extendidas, como E. sericeum and E. incanum, probablemente debido en parte a la acción del hombre.

## Toxicidad
Algunas especies del género —como E. clypeatum— son comestibles, siendo consumidas especialmente en Europa, de la mayoría se desconoce si son aptas para el consumo, y algunas son peligrosamente venenosas. A ello que se une la dificultad para realizar una buena identificación. La especie E. rhodopolium contiene cantidades significantes de muscarina.